# بيبراخ أن در ريس
بيبراخ آن در ريس (بالألمانية: Biberach an der Riss) هي district capital، بلدة كبيرة ‏، مدينة وبلدة ألمانية تقع في ألمانيا في Biberach. يقدر عدد سكانها بـ 32,137 نسمة .

## المدن التوأمة
مدن فالانس، Tendring، أستي، شويدنكتسا [الإنجليزية]، تلاوي وغيرنزي هي مدن توأمة لـبيبراخ آن در ريس.

## أعلام
- برنهارد فون نيهر
- فريدريش كايزر
- كريستوف مارتين فيلاند
- هوجو هارنيغ
- هاينريش لوترباخ
- ديرك روديس